# Wervik
Wervik (fr. Wervicq) – miasto w północno-zachodniej Belgii, w Regionie Flamandzkim, w prowincji Flandria Zachodnia, w okręgu Ieper. 1 stycznia 2024 r. liczyła 19 209 mieszkańców. Leży przy granicy z Francją.  

## Podział administracyjny
W skład miasta wchodzi jedna dzielnica (deelgemeente):
- Geluwe

## Współpraca
Miejscowości partnerskie:
- Flossenbürg, Niemcy
- Harelbeke, Flandria Zachodnia
- Wervicq-Sud, Francja